# 庐陵君
庐陵君（?—?），名不详，中国战国时期赵国的公子，赵孝成王的母弟，母为赵威后。赵孝成王因为燕国的缘故，将庐陵君逐出。冯忌为庐陵君劝说赵孝成王。就是《战国策》所谓的“冯忌为庐陵君谓赵王”。